# Налчаджіоглу Мурат
Мурат Налчаджіоглу (тур. Murat Nalçacıoğlu) (нар. 12 червня 1977 року, Анталія) — турецький та український бізнесмен, а також ресторатор. Колишній чоловік співачки Ані Лорак.

## Біографія
Мурат Налчаджіоглу народився 12 червня 1977 року в Анталії, у небагатій турецькій сім'ї. Ще в ранньому віці Мурат втратив батька, ставши єдиним чоловіком у сім'ї, він швидко усвідомив, що необхідно працювати, щоб утримувати не лише овдовілу матір, а й трьох сестер.
Працювати Мурат почав, ще до того, як влітку 2003 року, на відпочинку в Анталії познайомився з Ані Лорак, 2004 року він переїхав до неї в Україну, а 2005 року працював власником українського туроператора «Turtess Travel». З цього періоду своєї біографії Мурат став паралельно розвивати бізнес та відкривати розважальні заклади у містах України.
У жовтні 2006 року Кароліна відкрила свій перший ресторан «Angel Lounge», керівником якого працював Мурат.
15 серпня 2009 року Мурат одружився з Кароліною[джерело?]. Пара розписалася в Центральному відділі ДРАЦС Києва, а через тиждень відлетіла до Туреччини, в готель Анталійського узбережжя «Адам і Єва», де відсвяткувала весілля[джерело?].
9 червня 2011 року у Мурата народилася донька Софія, ім'я їй дав він сам[джерело?]. Охрещення Софії відбулось 2012 року в Києво-Печерській лаврі, її хрестили Філіп Кіркоров та народна депутатка від Партії регіонів [[Бережна Ірина Григоріївна|Ірина Бережна[джерело?]]].
У червні 2011 року Мурат дав інтерв'ю програмі «ТСН» на телеканалі «1+1»[значущість факту?].
У квітні 2012 року Мурат та Кароліна продали ресторан «Angel Lounge» (літом 2011 року до цього його затопило водою) за 750 000 доларів, але ціна відлякувала покупців.
10 червня 2012 року, в день народження Софії Мурат та Кароліна відкрили свій другий ресторан, який є першим в Україні 3D-рестораном.
У жовтні 2012 року Мурат та Кароліна відкрили заміський пляжний комплекс «Biruza Beach Club».
У листопаді 2012 року сталася пожежа в ресторані «Аура», власниками якого були Мурат та Кароліна. Пізніше виявилося, що ресторан належав не Мурату та Кароліні, а доньці екс-голови Міністерства охорони здоров'я Наталії Спіженко.
У січні 2013 року Мурат та Кароліна відкрили свій третій ресторан «Мангал».
У травні 2013 року Мурат та Кароліна відкрили свій нічний клуб «Dali Park».
У квітні 2014 року Мурат та Кароліна відкрили свій четвертий ресторан «Famous». Через день в ресторані розбили скляний поміст, як виявилося, в ньому не все було дороблено.
У вересні 2016 року Мурат та Кароліна придбали квартиру в Москві, про це заявив Мурат в інтерв'ю програми «Світське життя з Катериною Осадчою» на каналі «1+1». Ще у квітні 2013 року в інтерв'ю програми Мурат заявив, що поважає Україну та назвав себе «не дуже традиційним турком та українцем».
З 2017 року Мурат працює генеральним директором компанії «Farmasi Україна».[джерело?]
У липні 2018 року Мурата звинуватили у зраді Кароліні з Яною Бєляевою, яку він зустрів у своєму клубі «Dali Park». На відео, яке було знято очевидцями, Мурат весь вечір не відривав очей і рук від Яни, він ніжно її обіймав, гладив внутрішній бік її стегна і щось шепотів їй на вухо. У цей час Кароліна виступала на музичному фестивалі «Спека-2018» у Баку.
У жовтні 2018 року Кароліна підтвердила розлучення з Муратом, а у грудні цього ж року офіційно подала на розлучення. Засідання відбулося у Шевченківському районному суді міста Києва.
У січні 2019 року Мурат та Кароліна офіційно розлучилися. У травні цього ж року після розлучення з Кароліною Мурат втратив бізнес у Києві.
У травні 2020 року Кароліна позбавила Мурата частки у своїй компанії «Ані Лорак Продакшн», керівником якої він працював.
У червні 2023 року Мурат підтримав Україну та приєднався до знищення російських окупантів, які вторглися в Україну.

## Особисте життя
У червні 2023 року Мурат одружився з українською візажисткою Лілією Реус. Весілля відбулося в Конча-Заспі. До цього Мурат разом з Лілею зустрічалися понад 2 роки. У вересні 2021 року Мурат зробив Лілії пропозицію.
Зараз Мурат разом з Лілею та донькою Софією живе у Туреччині.
У липні 2023 року Мурат повернувся в Україну під час обстрілу в Одесі.

## Телебачення
- 2013 — «Літня кухня з Дмитром Шепелєвим» (Інтер) — учасник[26].

## Факти
- Улюблений персонаж Мурата — Чебурашка. У вересні 2013 року Мурат в «Instagram» опублікував фото, на якому зображена його колекція, пов'язана з Чебурашкою[27]. У жовтні 2016 року Ані Лорак в «Instagram» опублікувала фото, на якому Мурат одягнений у піджак з Чебурашкою[28].